# Рудянське
Рудя́нське (рос. Рудянское) — село у складі Сухолозького міського округу Свердловської області.
Населення — 1013 осіб (2010, 888 у 2002).
Національний склад населення станом на 2002 рік: росіяни — 91 %.